# Protestas en Kazajistán de 2022
Las protestas en Kazajistán de 2022 estallaron el 2 de enero después de un repentino aumento de los precios del gas que, según el gobierno kazajo, se debió a la alta demanda y la fijación de precios. Las protestas comenzaron en la ciudad petrolera de Janaozen, pero se extendieron rápidamente a otras ciudades, incluida la ciudad más grande, Almaty.
El creciente descontento con el gobierno y el expresidente Nursultán Nazarbáyev también influyó en manifestaciones más grandes. Como no hay grupos populares de oposición contra el gobierno kazajo, los disturbios parecían estar organizados directamente por los ciudadanos. En respuesta, el presidente Kasim-Yomart Tokáev introdujo el estado de emergencia en el distrito de Mangystau y Alma Ata, con efecto del 5 al 19 de enero. El mismo día, el Gabinete Mamin renunció. El estado de emergencia se extendió en breve a todo el país. En respuesta a los disturbios, la Organización del Tratado de Seguridad Colectiva (OTSC) –una alianza militar de estados postsoviéticos que incluye a Armenia, Bielorrusia, Kirguistán, Rusia, Tayikistán y el propio Kazajistán– acordó desplegar tropas de mantenimiento de la paz en Kazajistán. Por otro lado el expresidente Nazarbáyev fue destituido como presidente del Consejo de Seguridad de Kazajistán. Ha sido calificada por algunos expertos como una revolución de colores.
El presidente Tokayev dijo que los precios máximos de combustible para vehículos de 50 tenge por litro se habían restablecido durante 6 meses. El 7 de enero, dijo en un comunicado: «El orden constitucional se ha restablecido en gran medida en todas las regiones del país». También anunció que había ordenado a las tropas que de ser necesario usaran la fuerza contra los manifestantes, a los que denominó bandidos y terroristas, y que el uso de la fuerza continuaría «destruyendo las protestas».

## Antecedentes
Durante la Unión Soviética, Kazajistán fue parte de esta bajo el nombre de República Socialista Soviética de Kazajistán. Durante el proceso de disolución de la Unión Soviética, Kazajistán fue la última república soviética en declarar su independencia. El 28 de enero de 1993 se aprobó de manera oficial la Constitución de Kazajistán. Nursultán Nazarbáyev, quien ocupó el puesto de Primer Secretario del Partido Comunista de Kazajistán durante los últimos años de la URSS, fue elegido en unas elecciones donde era el único candidato como el primer presidente de Kazajistán. En el año 1999 fundó el partido Nur Otan, de ideología conservadora en lo social y liberal en lo económico. Nazarbáyev estuvo en el cargo entre 1990 y 2019, siendo sucedido por Kasim-Yomart Tokáev, perteneciente también al partido Nur Otan.
KazajIstán tiene una de las economías de mayor rendimiento en Asia Central, con la producción de petróleo representando un gran porcentaje de su crecimiento económico hasta que los precios del petróleo disminuyeron a mediados de la década de 2010. En 2012, el Foro Económico Mundial enumeró la corrupción como el mayor problema para hacer negocios en el país, mientras que el Banco Mundial enumeró a KazajIstán como un punto crítico de corrupción, a la par con Angola, Bolivia, Venezuela, Kenia y Libia. En 2013, Aftenposten citó al activista de derechos humanos y abogado Denis Jivaga diciendo que hay un «fondo petrolero en KazajIstán, pero nadie sabe cómo se gastan los ingresos».
Janaozen, una ciudad productora de petróleo en la región de Mangystau experimentó una serie de huelgas laborales y manifestaciones. En 2011, un motín estalló en la ciudad en medio del 20 aniversario del Día de la Independencia que provocó 16 muertes y 100 heridos según cifras oficiales. Las fuerzas de seguridad kazajas abrieron fuego contra los manifestantes que exigían mejores condiciones de trabajo. Durante ese tiempo, el precio del gas licuado de petróleo (GLP), un combustible que se utiliza principalmente para rellenar vehículos en Janaozen, fue de alrededor de 30-35 tenge y ha aumentado repetidamente desde entonces, en el que según Eurasianet, el aumento fue causado por la política de transición gradual del gobierno kazajo al comercio de GLP en el mercado electrónico que comenzó en enero de 2019 para poner fin gradualmente a los subsidios estatales al gas y permitir que el mercado determine los precios. En enero de 2020, se llevó a cabo una protesta en Janaozén donde los residentes de la ciudad exigieron una reducción en el precio del gas que había aumentado de 55 a 65 tenge. Desde el 1 de enero de 2022, según los manifestantes de Janaozen, el precio del GLP aumentó casi dos veces a 120 tenge (US $ 0,28) por litro o US $ 1,06 por galón.
El descontento con Nursultán Nazarbáyev también provocó protestas. Desde la disolución de la Unión Soviética, los observadores internacionales no han reconocido ninguna de las elecciones en Kazajistán para ser justos. Nazarbáyev gobernó la nación a través del autoritarismo, el nepotismo y la detención de opositores según The Daily Telegraph, y el líder se convirtió en el presidente del Consejo de Seguridad de Kazajistán de por vida después de la represión de las protestas de 2018.

### Objetivos
Los objetivos de las protestas reportadas después de que comenzaron las protestas incluyeron llamados a cambios políticos importantes. Según Darkhan Sharipov del grupo activista Oyan, Qazaqstan, los manifestantes querían «reformas políticas reales» y «elecciones justas», y estaban enojados por «corrupción y nepotismo». Según The New York Times, los manifestantes querían que los líderes de las regiones de Kazajistán fueran elegidos directamente en lugar de nombrados por el presidente. Según Nexta, a través de su canal de telegram, reportó que los objetivos de los manifestantes eran:
- Liberación inmediata de todos los presos políticos.
- Renuncia total y dimisión del Presidente, el Presidente del Consejo de Seguridad de la República de Kazajistán, el Gobierno y el Parlamento.
- Reformas políticas: Creación de un gobierno provisional de ciudadanos públicos y autorizados, participantes en la resistencia en Kazajistán. Realización de elecciones libres por parte de las fuerzas del gobierno provisional.
- La principal condición para las reformas políticas es la estricta adhesión a los valores de la democracia y el respeto de los derechos humanos, el reconocimiento de los años de gobierno soviético como un crimen contra los pueblos del antiguo imperio soviético, la condena de la agresión militar contra Ucrania y la anexión de Crimea, secesión de la CEI, EAEU y otras alianzas con la Federación Rusa.

## Eventos

### 2 de enero
En la mañana del 2 de enero de 2022, los residentes de la ciudad de Janaozen bloquearon las carreteras en protesta contra el aumento de los precios de la gasolina. Desde allí, los manifestantes pidieron al akim de Mangystau Nurlán Nogáiev y al akim de la ciudad Maqsat İbağárov que tomaran medidas para estabilizar los precios y prevenir la escasez de combustible. Los residentes se encontraron con el akim en funciones de Janaozén Ğalym Baijánov, quien aconsejó a la multitud que escribiera una carta de queja a la administración de la ciudad en la que los manifestantes recordaron que sus quejas supuestamente fueron ignoradas por los funcionarios de la ciudad.

### 3 de enero
Cientos de residentes de Janaozen que salieron a protestar el primer día, se habían reunido y acampado en la plaza de la ciudad durante la noche. A medida que otros residentes comenzaron a unirse a la multitud, por la tarde, se estima que 1000 personas estaban en la plaza, cantando y exigiendo elecciones directas de los líderes locales. Los agentes de policía, mientras estaban parados en el parámetro de la plaza durante la manifestación, no intervinieron. El akim de Mangystau Nurlán Nogáiev y el akim de Janaozén Maqsat İbağárov, así como el director de la planta de procesamiento de gas kazaja, Nakberguén Tulépov, intentaron calmar a los manifestantes llegando a la plaza y prometiendo que los precios del gas se redujeran a 85-90 tenge, lo que no logró complacer a los manifestantes. Nogáiev, así como sus acompañantes, se vieron obligados a abandonar la plaza por la multitud enojada.
El presidente Kasim-Yomart Tokáev en su respuesta de Twitter sobre la situación había dado instrucciones al gobierno para considerar la situación en Janaozén «teniendo en cuenta la viabilidad económica en el campo legal». También pidió a los manifestantes que no alteren el orden público, recordando que los ciudadanos kazajos tienen derecho a expresar públicamente su voz al gobierno local y central diciendo que debería ser así «de acuerdo con la ley». Como resultado, se formó una comisión gubernamental encabezada por el vice primer ministro Eraly Togjánov para considerar la situación socioeconómica en Mangystau.
Los informes de arrestos ocurrieron en las ciudades de Nur-sultán, Aktobé y en Alma Ata, donde la Plaza de la República y la Plaza de Astaná fueron cerradas con oficiales de seguridad desplegados alrededor de las áreas. Otras ciudades habían sido testigos de una mayor presencia policial en las áreas públicas.
En Aktau, un grupo de manifestantes se presentó en la Plaza Yntymaq frente al edificio de la administración de la ciudad, instalando tiendas de campaña y yurtas para acampar. Por la noche, se estima que 6000 manifestantes estaban en la plaza, exigiendo la reducción del costo del gas, así como la renuncia del gobierno, ya que se les unieron otros grupos de partidarios, según los informes, de regiones y ciudades vecinas de todo Kazajistán. El akim de Mangystau Nurlán Nogáiev visitó la manifestación, recordando a la multitud que el gobierno kazajo había reducido el precio del gas y que la Agencia para la Protección y el Desarrollo de la Competencia había lanzado una investigación contra los propietarios de las estaciones de servicio por sospecha de colusión de precios. Nogáiev también había instado a los manifestantes de Aktau a mantener el orden público y les sugirió que mantuvieran un diálogo constructivo con las autoridades.

### 4 de enero

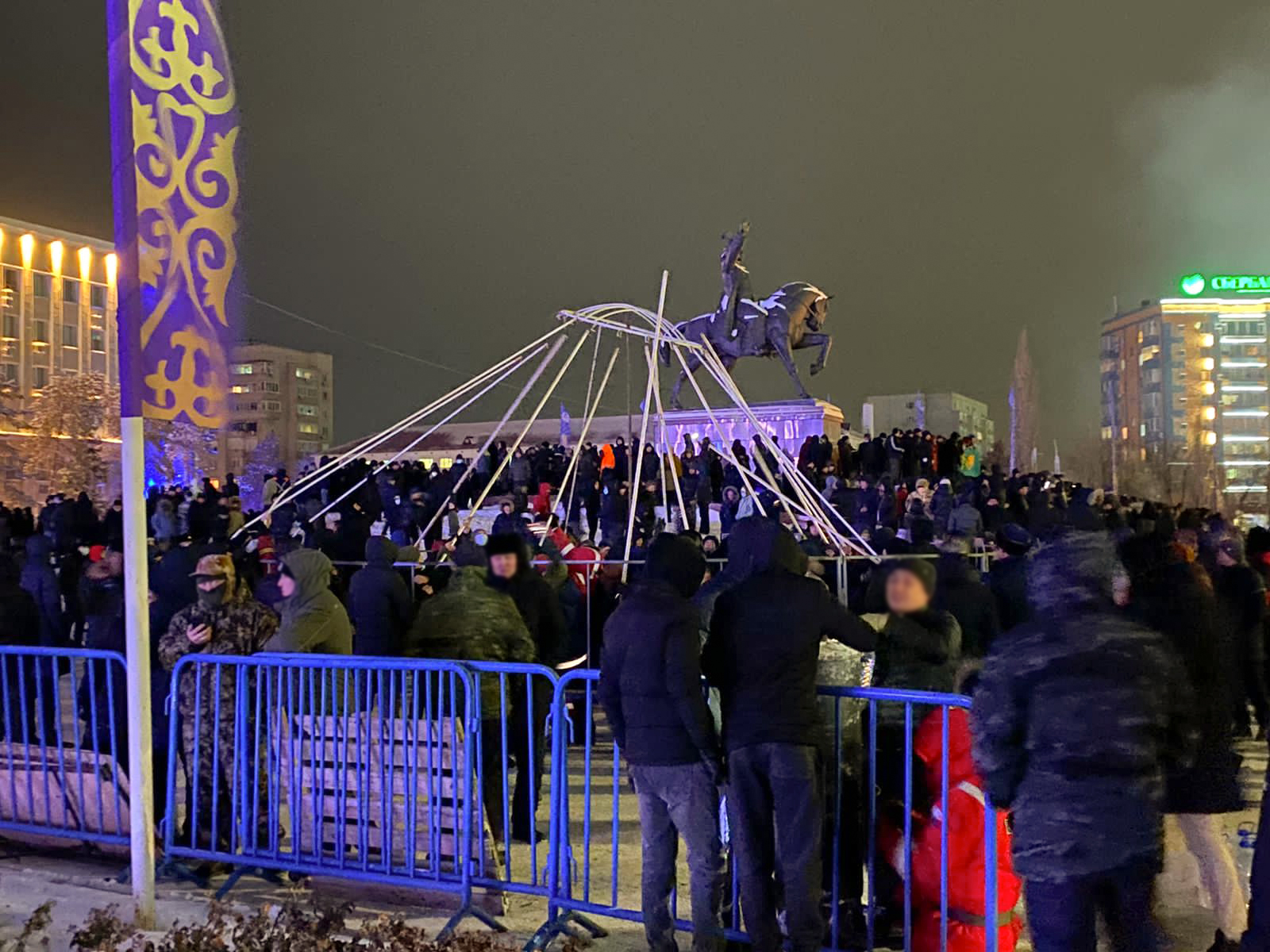
Manifestantes en Aktobe del 4 de enero.

El 4 de enero, alrededor de 1000 personas se reunieron para protestar en el centro de Alma Ata. La policía utilizó granadas aturdidoras y gas lacrimógeno para dispersar a los manifestantes. Tokáyev firmó decretos para introducir el estado de emergencia en el distrito de Mangystau y Alma Ata desde el 5 de enero a las 01:30 hora local hasta el 19 de enero a las 00:00 hora local. Según Tokáyev, se considerarán todas las demandas legítimas de los manifestantes. Una comisión especial, después de reunirse con los manifestantes, acordó reducir el precio del GNL a 50 tenge ($ 0,11) por litro. La organización de vigilancia de Internet NetBlocks documentó interrupciones significativas de Internet con «alto impacto en los servicios móviles» que probablemente limitarían la capacidad del público para expresar descontento político. La gente también ha comenzado a protestar en Taldykorgán.

### 5 de enero
El 5 de enero, Tokáyev aceptó la dimisión del gobierno. El mismo día, un corresponsal de Reuters informó que miles de manifestantes avanzaban hacia el centro de la ciudad de Alma Ata, después de que las fuerzas de seguridad no los dispersaran con gases lacrimógenos y granadas aturdidoras. Más tarde el mismo día, Tokáyev anunció que Nursultán Nazarbáyev ha renunciado como Presidente del Consejo de Seguridad de Kazajistán, y Tokáyev se ha concedido esta posición él mismo. El monitor de derechos digitales NetBlocks informó que las interrupciones de Internet se habían intensificado a las 5 p. m. hora local, dejando a Kazajistán en «medio de un apagón de Internet a escala nacional» después de un día de interrupciones de Internet móvil y restricciones parciales. Estas caídas de Internet afectaban también a las criptomonedas de todo el mundo que como consecuencia sufrieron un desplome, pues el 20% de las transacciones globales pasan por el país y es el segundo país del mundo en criptominería.
En Alma Ata, las oficinas del alcalde de la ciudad fueron asaltadas e incendiadas. Los lugares que almacenaban armas pequeñas fueron capturados por manifestantes. Las protestas en el Aeropuerto Internacional de Alma Ata resultaron en vuelos cancelados y desviados. El gobierno informó de que los manifestantes se apoderaron de cinco aviones. Se informó que dos soldados del ejército kazajo murieron al intentar retomar el aeropuerto de Alma Ata. Los medios estatales rusos informaron que los manifestantes atacaron la casa del presidente Tokayev con rifles y granadas, dejándola parcialmente destruida. Además, las oficinas del partido gobernante Nur Otan también fueron incendiadas.
En Taldıqorğan, una estatua del exlíder Nazarbayev fue derribada y destruida por manifestantes que cantaban «¡Viejo, vete!».
A última hora de la tarde, el presidente Tokayev anunció un estado de emergencia nacional hasta el 19 de enero de 2022. Esto incluiría un toque de queda de 23:00 a 07:00, restricciones temporales al movimiento y una prohibición de reuniones masivas. Durante un discurso televisado, el presidente amenazó con reprimir a los manifestantes, declarando «Planeo actuar con la mayor dureza posible», y dijo que no tenía intenciones de huir del país.
Rusia y los aliados de la Organización del Tratado de la Seguridad Colectiva (OTSC) comienzan el despliegue de sus tropas a petición del presidente del país kazajo.

### 6 de enero
El Ministerio del Interior de Kazajistán emitió un comunicado diciendo: «Los empleados del departamento de policía de Alma Ata han lanzado una operación de limpieza en las calles de Karasay-batyr y Masanchi. Se están tomando medidas para detener a los infractores. En total, unas 2000 personas han sido trasladadas a comisarías».

### 7 de enero

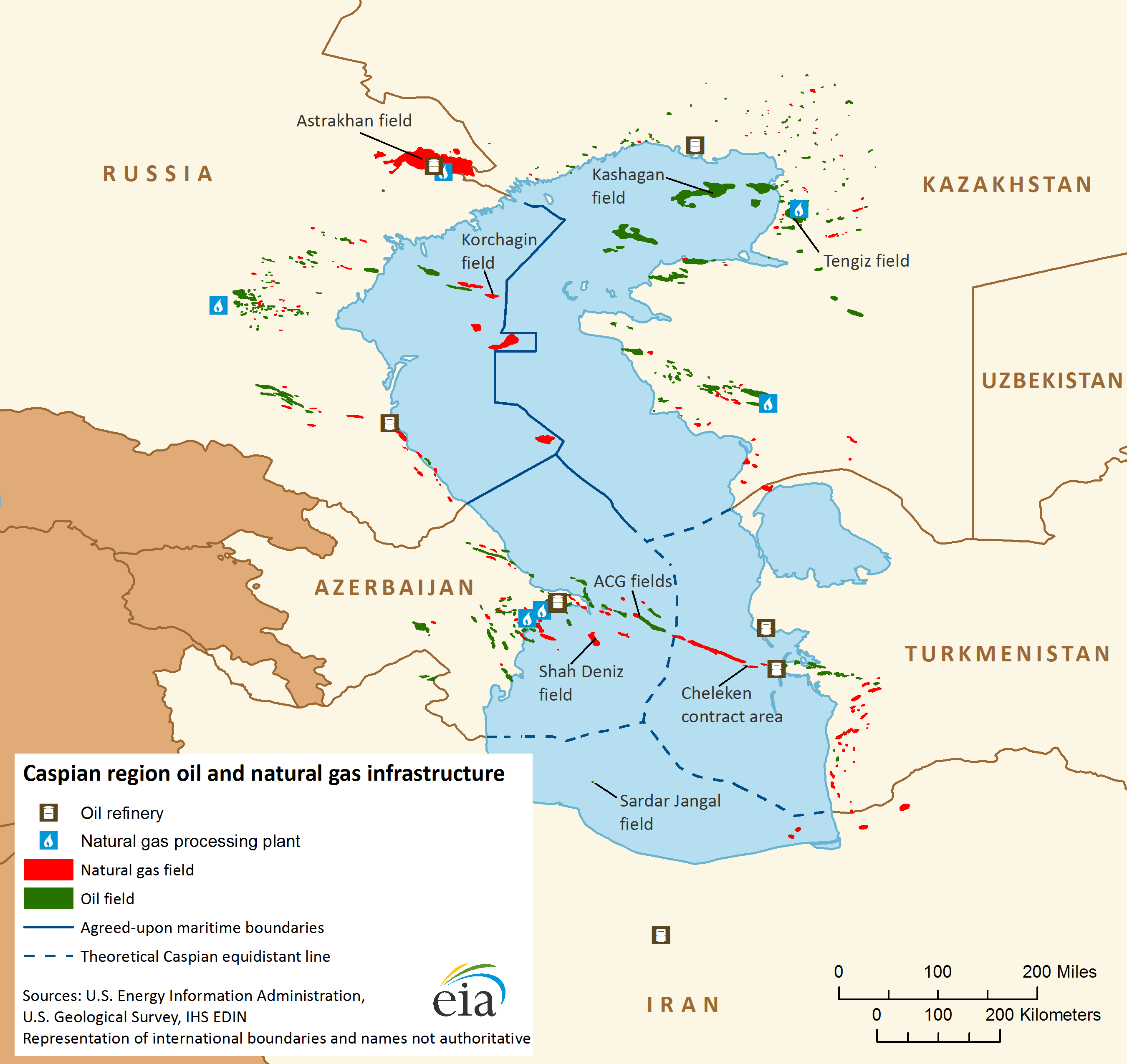
Las protestas en Kazajistán habían interrumpido la producción de su campo petrolero más grande, Tengiz.

El presidente Kasim-Yomart Tokáev, a través de la televisión kazaja, da la orden oficial de "disparar a matar sin aviso previo". Todo debido a que presuntamente entre los manifestantes se encontraban terroristas extranjeros que buscaban desestabilizar el país causando disturbios y utilizando armas contra los civiles. 
El gobierno de Kazajistán anunció que al menos otros 7 policías habían sido asesinados en Alma Ata, a la vez que el ministerio del interior informó que hasta aquel momento 3.000 "criminales armados" fueron detenidos, 26 asesinados y otros 18 resultaron heridos.
Las tropas de la OTSC y las fuerzas de seguridad kazajas se hacen con el control del aeropuerto de Alma Ata.

### 8 de enero
Kasim-Yomart Tokáyev anuncia a Vladímir Putin haber retomado el control del país.
Karim Masimov, exjefe de la agencia de inteligencia,miembro del círculo intimo de Tokáyev y antiguo Primer Ministro; es detenido y acusado de alta traición por haber entrenado a gran parte de los manifestantes e intentar un golpe de Estado.

### 9 de enero
El Ministerio de Sanidad confirma al menos 164 fallecidos durante el marco de las protestas. Sin embargo, hasta la fecha no se ha hecho aclaración de quienes pertenecen al cuerpo policial y quienes son civiles.

### 10 de enero
El gobierno kazajo declaró un día de duelo nacional por decenas de víctimas de las protestas. El Ministerio del Interior de Kazajistán informó que un total de 7.939 personas han sido detenidas en todo el país. El Comité de Seguridad Nacional, la agencia de contrainteligencia y antiterrorismo de misma nación, dijo que la situación en el país se ha “estabilizado y está bajo control”. Tokayev calificó las protestas como un "intento de golpe". El gobierno también dijo que "radicales islamistas entrenados en el extranjero" se encontraban entre los que habían atacado edificios gubernamentales y fuerzas de seguridad en la última semana y que la policía había detenido a casi 8.000 personas para controlar la situación.

## Violencia
Las autoridades de Alma Ata informaron que más de 400 negocios resultaron dañados por las protestas y que 200 personas habían sido arrestadas. La policía de Atirau disparó contra los manifestantes, lo que resultó en la muerte de al menos una persona. El gobierno informó el 5 de enero que 8 agentes de la ley murieron y 317 resultaron heridos. Por lo menos un agente de policía ha sido decapitado. Un informe publicado por la agencia de noticias francesa AFP declaró que docenas de manifestantes habían sido asesinados, mientras que la agencia de noticias rusa ITAR-TASS transmitió imágenes de un fuerte tiroteo cerca de la Plaza de la República de Alma Ata. El 6 de enero, docenas de manifestantes murieron durante una operación, mientras que el número de miembros de las fuerzas de seguridad asesinados aumentó a 12.

## Análisis
Dosym Satpayev, un analista político kazajo, dijo que el gobierno kazajo usaría principalmente la fuerza para responder a las protestas, afirmando que «las autoridades están haciendo todo lo posible para calmar las cosas, con una mezcla de promesas y amenazas, pero hasta ahora no está funcionando (...) Habrá invitaciones al diálogo pero esencialmente el régimen responderá con fuerza porque no tienen otras herramientas». El politólogo Arkady Dubnov del Centro Carnegie de Moscú observó que tales protestas eran inquietantes para el gobierno ruso, y Dubnov dijo: «No hay duda de que el Kremlin no querría ver un ejemplo de tal régimen comenzando a hablar con la oposición y cediendo a sus demandas».

## Reacciones

### Internacionales

#### Organización del Tratado de Seguridad Colectiva (OTSC)

Mapa de la intervención de la OTSC en Kazajistán.

Los disturbios en Kazajistán tomaron por sorpresa a los observadores internacionales. El presidente Tokayev comenzó las comunicaciones con el presidente de Bielorrusia, Aleksandr Lukashenko, quien había sofocado las protestas bielorrusas de 2020-2021, y estaba en conversaciones con el presidente de Rusia, Vladímir Putin, pidiendo que la Organización del Tratado de Seguridad Colectiva interviniera contra los manifestantes que describió como «terroristas internacionales». El primer ministro de Armenia, Nikol Pashinián, que acababa de ser nombrado presidente de la OTSC el 3 de enero de 2022, respondió a la solicitud de Tokayev, declarando: «Como presidente del Consejo de Seguridad de la Asamblea del PCCh, estoy iniciando consultas inmediatas con los líderes de los países de la OTSC».
El 6 de enero de 2022, la OTSC acordó intervenir en Kazajistán con un grupo colectivo de fuerzas de mantenimiento de la paz, y la organización citó el artículo 4 del Tratado de Seguridad Colectiva, que establece que «En caso de agresión (un ataque armado que amenace la seguridad, la estabilidad, la integridad territorial y la soberanía) contra cualquier Estado miembro, todos los demás Estados miembros a petición de este Estado miembro proporcionarán inmediatamente a este último la ayuda necesaria, incluyendo militar». En un comunicado, el primer ministro armenio Pashinyan dijo que la OTSC iba a ser desplegada debido a «las amenazas a la seguridad nacional y la soberanía de la República de Kazajistán, incluida la interferencia externa». Se informó que un regimiento de la Fuerza Aérea Rusa en Oremburgo se estaba preparando para su despliegue en Kazajistán. El Ministerio de Relaciones Exteriores de Tayikistán emitió una declaración diciendo que el país estaba listo para participar en las actividades de mantenimiento de la paz de la OTSC en Kazajistán.
El mismo día, la portavoz del Ministerio de Relaciones Exteriores de Rusia, María Zajárova, confirmó que Rusia había enviado tropas a Kazajistán como parte del esfuerzo más amplio de la OTSC. En la declaración, dijo: «Las fuerzas de mantenimiento de la paz de la Organización del Tratado de Seguridad Colectiva fueron enviadas a la República de Kazajistán por un tiempo limitado para estabilizar y normalizar la situación». La declaración también confirmó que el despliegue incluyó unidades de las fuerzas armadas de Rusia, Bielorrusia, Armenia, Tayikistán y Kirguistán.
Para el 13 de enero, tras controlarse la situación, se iniciaba el regreso a sus respectivos países de los contingentes de la OTSC.

#### Otros
Tanto los Estados Unidos de América como la Federación Rusa hicieron un llamamiento a la calma. The Independent informó que el gobierno estadounidense estaba monitoreando los disturbios. El 5 de enero de 2022, la Unión Europea emitió una declaración diciendo: «Pedimos a todos los interesados que actúen con responsabilidad y moderación y se abstengan de acciones que puedan conducir a una mayor escalada de violencia. Si bien reconoce el derecho a la manifestación pacífica, la Unión Europea espera que no sean violentos y eviten cualquier incitación a la violencia».
El portavoz del Ministerio de Relaciones Exteriores de China, Wang Wenbin, expresó que China y Kazajistán compartieron relaciones amistosas y son socios estratégicos y «esperanzas de una pronta restauración del orden público» en Kazajistán y también reiteró que las protestas son un «asunto interior de Kazajistán» y cree en la capacidad de las «autoridades kazajas para resolver el problema adecuadamente». Por su parte, el Emirato Islámico de Afganistán manifestó su preocupación por los disturbios y solicitó que se resuelvan a través de medios pacíficos.
El día 7 de enero ante la orden dada a las fuerzas de seguridad de "disparar a matar", la ONG Human Rights Watch (HRW) exigió su anulación inmediata e instó a cumplir los estándares internacionales sobre el uso de la fuerza.

## Consecuencias
Las reiteradas caídas de Internet hicieron que las criptomonedas de todo el mundo sufrieran un desplome, pues el 20% de las transacciones globales pasan por el país y Kazajistán es el segundo país del mundo en criptominería.